# Asyneuma limonifolium
Asyneuma limonifolium är en klockväxtart som först beskrevs av Carl von Linné, och fick sitt nu gällande namn av Erwin Emil Alfred Janchen. Asyneuma limonifolium ingår i släktet Asyneuma och familjen klockväxter.

## Underarter
Arten delas in i följande underarter:
- A. l. limonifolium
- A. l. pestalozzae